# The Hollies
The Hollies este o formație de muzică rock din Anglia, formată în anii 1960, cunoscută printre altele datorită armoniilor vocale și datorită faptului că nu s-a destrămat oficial niciodată, la fel ca și Rolling Stones, de exemplu.
După formația The Beatles, The Hollies a fost formația britanică cu cele mai multe hit-uri single în anii 1960, având 22 de melodii în topul 40 între 1964 și 1970.. 
Graham Nash, unul din membrii fondatori ai grupului, a părăsit formația în 1969 din motive de diferențe muzicale (mai ales datorită faptului că formația intenționa să înregistreze un album cu melodii compuse în exclusivitate de Bob Dylan). Nash s-a dus în SUA, unde a format unul dintre primele supergrupuri, "Crosby, Stills & Nash" (primul fiind fost membru al formației The Byrds, iar Stills era fost membru al formației Buffalo Springfield). Nash a fost înlocuit la Hollies de către Terry Sylvester (ex- "The Swinging Blue Jeans").

## Single-uri
Single-uri care au intrat în topuri în aldine.

Marea Britanie/SUA: Iunie 1967

| Data lansării                                       | Titlu | Casa de discuri                                                  | Locul în clasamente | Locul în clasamente | Locul în clasamente | Locul în clasamente | Locul în clasamente | Locul în clasamente | Locul în clasamente | Locul în clasamente | Locul în clasamente | Locul în clasamente |
| Data lansării                                       | Titlu | Casa de discuri                                                  | Marea Britanie      | Australia           | Canada              | Germania            | Olanda              | Irlanda             | Noua Zeelandă       | Norvegia            | Suedia              | SUA                 |
| --------------------------------------------------- | --- | ---------------------------------------------------------------- | ------------------- | ------------------- | ------------------- | ------------------- | ------------------- | ------------------- | ------------------- | ------------------- | ------------------- | ------------------- |
| Marea Britanie: Mai 1963                            | (Ain't That) Just Like Me b/w: Hey What's Wrong With Me                                                                                      | Marea Britanie: Parlophone R5030                                 | #25                 | -                   | -                   | -                   | -                   | -                   | -                   | -                   | -                   | -                   |
| Marea Britanie: August 1963                         | Searchin' b/w: Whole World Over | Marea Britanie: Parlophone R5052                                 | #12                 | -                   | -                   | -                   | -                   | -                   | -                   | -                   | -                   | -                   |
| Marea Britanie: Noiembrie 1963 SUA: 1964            | Stay b/w: Now's The Time | Marea Britanie: Parlophone R5077 SUA: Liberty 55674              | #8                  | -                   | -                   | -                   | -                   | -                   | -                   | -                   | #7                  | -                   |
| Marea Britanie: Februarie 1964 SUA: Mai 1964        | Just One Look b/w: Keep Off That Friend Of Mine                                                                                              | Marea Britanie: Parlophone R5104 US: Imperial 66026              | #2                  | #29                 | -                   | -                   | -                   | -                   | -                   | #11                 | #3                  | #98                 |
| Marea Britanie: Mai 1964 SUA: August 1964           | Here I Go Again b/w: Baby That's All | Marea Britanie: Parlophone R5137 US: Imperial 66044              | #4                  | #24                 | -                   | -                   | #30                 | -                   | -                   | -                   | #8                  | #107                |
| Australia: August 1964                              | Lucille b/w: ? | AUS: ?                                                           | -                   | #67                 | -                   | -                   | -                   | -                   | -                   | -                   | -                   | -                   |
| Marea Britanie: Septembrie 1964 US: 1964            | We're Through b/w: Come On Back | Marea Britanie: Parlophone R5178 SUA: Imperial 66070             | #7                  | #88                 | -                   | -                   | -                   | -                   | -                   | -                   | #11                 | -                   |
| Marea Britanie: Ianuarie 1965 SUA:1965              | Yes I Will b/w: Nobody | Marea Britanie: Parlophone R5232 US: Imperial 66099              | #9                  | -                   | -                   | -                   | -                   | -                   | -                   | -                   | #6                  | -                   |
| Marea Britanie: Mai 1965 SUA: August 1965           | I'm Alive b/w: You Know He Did | Marea Britanie: Parlophone R5287 SUA: Imperial 66119             | #1                  | #16                 | #11                 | #16                 | #13                 | #1                  | #2                  | #6                  | #2                  | #103                |
| Marea Britanie: Septembrie 1965 SUA: Noiembrie 1965 | Look Through Any Window b/w: So Lonely | Marea Britanie: Parlophone R5322 SUA: Imperial 66134             | #4                  | #14                 | #3                  | -                   | #12                 | #3                  | #5                  | #8                  | #10                 | #32                 |
| Marea Britanie: December 1965                       | If I Needed Someone b/w: I've Got A Way Of My Own                                                                                            | Marea Britanie: Parlophone R5392                                 | #20                 | -                   | -                   | -                   | -                   | -                   | -                   | -                   | -                   | -                   |
| Europa: Decembrie 1965                              | Very Last Day b/w: Too Many People | Europa: Parlophone SD5991                                        | -                   | -                   | -                   | -                   | -                   | -                   | -                   | -                   | #1                  | -                   |
| Marea Britanie: Februarie 1966 SUA: Martie 1966     | I Can't Let Go b/w: Running Through The Night (Marea Britanie), I've Got A Way Of My Own (SUA)                                               | Marea Britanie: Parlophone R5409 SUA: Imperial 66158             | #2                  | #63                 | #44                 | #30                 | #27                 | #3                  | #9                  | #2                  | #8                  | #42                 |
| Marea Britanie: Iunie 1966 SUA: Iulie 1966          | Bus Stop b/w: Don't Run And Hide | Marea Britanie: Parlophone R5469 SUA: Imperial 66186             | #5                  | #2                  | #1                  | #9                  | #3                  | #4                  | #3                  | #3                  | #1                  | #5                  |
| Marea Britanie/US: Septembrie 1966                  | After the Fox b/w: (B side by Burt Bacharach)                                                                                                | Marea Britanie: United Artists UP 1152 SUA: United Artists 50079 | -                   | -                   | -                   | -                   | -                   | -                   | -                   | -                   | -                   | -                   |
| Marea Britanie/SUA: Octombrie 1966                  | Stop! Stop! Stop! b/w: It's You Marea Britanie: Parlophone R5508 SUA: Imperial 66214                                                         | #2                                                               | #11                 | #1                  | #4                  | -                   | #5                  | #1                  | #4                  | #2                  | #7                  |                     |
| Suedia: Decembrie 1966                              | What's Wrong With The Way I Live b/w: -- |                                                                  | -                   | -                   | -                   | -                   | -                   | -                   | -                   | -                   | #7                  | -                   |
| Marea Britanie: Februarie 1967 SUA: Martie 1967     | On a Carousel b/w: All The World Is Love | Marea Britanie: Parlophone R5562 SUA: Imperial 66231             | #4                  | #10                 | #7                  | #8                  | #5                  | #15                 | #3                  | #10                 | #1                  | #11                 |
| SUA: Mai 1967                                       | Pay You Back With Interest b/w: Whatcha Gonna Do 'Bout It                                                                                    | SUA: Imperial 66240                                              | -                   | -                   | #18                 | -                   | -                   | -                   | -                   | -                   | -                   | #28                 |
| Carrie Anne b/w: Signs That Will Never Change       | Marea Britanie: Parlophone R5602 SUA: Epic 10180                                                                                             | #3                                                               | #7                  | #9                  | #8                  | #6                  | #4                  | #3                  | #7                  | #1                  | #9                  |                     |
| SUA: Septembrie 1967                                | Just One Look (reissue) b/w: Running Through The Night                                                                                       | Imperial 66258                                                   | -                   | -                   | #30                 | -                   | -                   | -                   | -                   | -                   | -                   | #44                 |
| Marea Britanie: Septembrie 1967 SUA: Octombrie 1967 | King Midas In Reverse b/w: Everything Is Sunshine                                                                                            | Marea Britanie: Parlophone R5637 SUA: Epic 10234                 | #18                 | #15                 | #31                 | #31                 | #20                 | -                   | #14                 | -                   | #11                 | #51                 |
| SUA: Noiembrie 1967                                 | Dear Eloise b/w: When Your Light's Turned On                                                                                                 | SUA: Epic 10251                                                  | -                   | #35                 | #36                 | #8                  | #8                  | -                   | #4                  | -                   | #1                  | #50                 |
| Marea Britanie/SUA: Martie 1968                     | Jennifer Eccles b/w: Open Up Your Eyes (Marea Britanie), Try It (SUA)                                                                        | Marea Britanie: Parlophone R5680 SUA: Epic 10298                 | #7                  | #18                 | #19                 | #8                  | #20                 | #7                  | #8                  | #5                  | #1                  | #40                 |
| SUA: Septembrie 1968                                | Do The Best You Can b/w: Elevated Observations                                                                                               | US: Epic 10361                                                   | -                   | #51                 | -                   | -                   | -                   | -                   | -                   | -                   | -                   | #93                 |
| Europa: Sfârșitul lui 1968                          | Blowin' In The Wind b/w: Wheel's On Fire | Europa: EMI 4137                                                 | -                   | -                   | -                   | -                   | #9                  | -                   | -                   | -                   | -                   | -                   |
| Marea Britanie: Octombrie 1968 SUA: Noiembrie 1968  | Listen To Me b/w: Do The Best You Can (Marea Britanie), Everything Is Sunshine (SUA)                                                         | Marea Britanie: Parlophone R5733 SUA: Epic 10400                 | #11                 | #33                 | -                   | #13                 | #7                  | #5                  | #8                  | -                   | #6                  | #129                |
| Marea Britanie: Martie 1969 SUA: Aprilie 1969       | Sorry Suzanne b/w: Not That Way At All | Marea Britanie: Parlophone R5765 SUA: Epic 10454                 | #3                  | #8                  | #15                 | #7                  | #4                  | #4                  | #4                  | #4                  | #4                  | #56                 |
| Marea Britanie: Octombrie 1969 SUA: Decembrie 1969  | He Ain't Heavy, He's My Brother b/w: Cos You Like To Love Me                                                                                 | Marea Britanie: Parlophone R5806 SUA: Epic 10532                 | #3                  | #8                  | #10                 | #9                  | #20                 | #3                  | #7                  | #7                  | #4                  | #7                  |
| Marea Britanie: Aprilie 1970 SUA: Mai 1970          | I Can't Tell the Bottom from the Top b/w: Mad Professor Blyth                                                                                | Marea Britanie: Parlophone R5837 SUA: Epic 10613                 | #7                  | -                   | #48                 | #25                 | #10                 | #8                  | #12                 | -                   | -                   | #82                 |
| Australia/Noua Zeelandă: 1970                       | Too Young To Be Married b/w: Man Without A Heart                                                                                             | Australia: Parlophone A9406                                      | -                   | #1                  | -                   | -                   | -                   | -                   | #1                  | -                   | -                   | -                   |
| Marea Britanie: October 1970 SUA: 1970              | Gasoline Alley Bred b/w: Dandelion Wine | Marea Britanie: Parlophone R5862 SUA: Epic 10677                 | #14                 | #17                 | -                   | -                   | -                   | #12                 | #21                 | -                   | -                   | -                   |
| SUA: 1971                                           | Survival Of The Fittest b/w: Man Without A Heart                                                                                             | SUA: Epic 10716                                                  | -                   | -                   | -                   | -                   | -                   | -                   | -                   | -                   | -                   | -                   |
| Marea Britanie: Mai 1971 SUA: Septembrie 1971       | Hey Willy b/w: Row The Boat Together | Marea Britanie: Parlophone R5905 SUA: Epic 10754                 | #22                 | -                   | -                   | #19                 | #19                 | #16                 | #16                 | -                   | -                   | #110                |
| Marea Britanie: Februarie 1972 SUA: 1972            | The Baby b/w: Oh Granny | Marea Britanie: Polydor 2058 199 SUA: Epic 10842                 | #26                 | #73                 | -                   | #23                 | #8                  | -                   | #21                 | -                   | -                   | -                   |
| Marea Britanie: Septembrie 1972 SUA: Iunie 1972     | Long Cool Woman in a Black Dress b/w: Cable Car (Marea Britanie), Look What We've Got (SUA) Marea Britanie: Parlophone R5939 SUA: Epic 10871 | #32                                                              | #2                  | #1                  | #15                 | #24                 | -                   | #2                  | -                   | -                   | #2                  |                     |
| SUA: Noiembrie 1972                                 | Long Dark Road b/w: Indian Girl | SUA: Epic 10920                                                  | -                   | -                   | #24                 | -                   | -                   | -                   | -                   | -                   | -                   | #26                 |
| Marea Britanie: Noiembrie 1972 US: Ianuarie 1973    | Magic Woman Touch b/w: Blue In The Morning                                                                                                   | Marea Britanie: Polydor 2058 289 SUA: Epic 10951                 | -                   | #33                 | #55                 | #32                 | #8                  | -                   | #5                  | -                   | -                   | #60                 |
| SUA: Februarie 1973                                 | Jesus Was A Crossmaker b/w: I Had A Dream | SUA: Epic 10989                                                  | -                   | -                   | -                   | -                   | -                   | -                   | -                   | -                   | -                   | -                   |
| SUA: Aprilie 1973                                   | Slow Down b/w: Won't We Feel Good | SUA: Epic 11025                                                  | -                   | #73                 | -                   | -                   | -                   | -                   | -                   | -                   | -                   | -                   |
| Marea Britanie: Octombrie 1973 SUA: 1973            | The Day That Curly Billy Shot Down Crazy Sam McGee b/w: Born A Man                                                                           | Marea Britanie: Polydor 2058 403 SUA: Epic 11051                 | #24                 | #40                 | -                   | #45                 | #1                  | -                   | #11                 | -                   | -                   | -                   |
| Marea Britanie: Februarie 1974 SUA: Aprilie 1974    | The Air That I Breathe b/w: No More Riders                                                                                                   | Marea Britanie: Polydor 2058 435 SUA: Epic 11100                 | #2                  | #2                  | #5                  | #4                  | #2                  | #6                  | -                   | -                   | #14                 | #6                  |
| Marea Britanie: Mai 1974                            | Son of a Rotten Gambler b/w: Layin' To The Music                                                                                             | Marea Britanie: Polydor 2058 476                                 | -                   | #69                 | -                   | #30                 | #16                 | -                   | #10                 | -                   | -                   | -                   |
| Marea Britanie: Noiembrie 1974 SUA: Octombrie 1975  | I'm Down b/w: Hello Lady Goodbye (Marea Britanie), Look Out Johnny (There's A Monkey On Your Back) (SUA)                                     | Marea Britanie: Polydor 2058 289 SUA: Epic 50144                 | -                   | #26                 | -                   | #23                 | #21                 | -                   | #4                  | -                   | -                   | #104                |
| Noua Zeelandă: 1975                                 | Lonely Hobo Lullaby b/w: -- |                                                                  | -                   | -                   | -                   | -                   | -                   | -                   | #22                 | -                   | -                   | -                   |
| SUA: Aprilie 1975 Marea Britanie: Mai 1975          | Sandy b/w: Second Hand Hang-Ups | SUA: Epic 50086 Marea Britanie: Polydor 2058 595                 | -                   | -                   | #93                 | #22                 | #15                 | -                   | #12                 | -                   | -                   | #85                 |
| SUA: Iunie 1975                                     | Another Night b/w: Time Machine Jive | SUA: Epic 50110                                                  | -                   | -                   | -                   | -                   | -                   | -                   | -                   | -                   | -                   | #71                 |
| Marea Britanie: Februarie 1976                      | Boulder To Birmingham b/w: Crocodile Woman                                                                                                   | Marea Britanie: Polydor 2058 694                                 | -                   | -                   | -                   | -                   | -                   | -                   | #10                 | -                   | -                   | -                   |
| Europa: 1976                                        | Write On b/w: Stranger | Europa: Polydor 2040 145                                         | -                   | -                   | -                   | #31                 | -                   | -                   | -                   | -                   | -                   | -                   |
| Marea Britanie: Aprilie 1976                        | Star b/w: Love Is The Thing | Marea Britanie: Polydor 2058 719                                 | -                   | #90                 | -                   | -                   | -                   | -                   | #7                  | -                   | -                   | -                   |
| Marea Britanie: Septembrie 1976                     | Daddy Don't Mind b/w: C'mon | Marea Britanie: Polydor 2058 779                                 | -                   | -                   | -                   | #36                 | #21                 | -                   | -                   | -                   | -                   | -                   |
| Marea Britanie: Octombrie 1976                      | Wiggle That Wotsit b/w: Corrine | Marea Britanie: Polydor 2058 799                                 | -                   | -                   | -                   | -                   | -                   | -                   | -                   | -                   | #19                 | -                   |
| Marea Britanie: Mai 1977                            | Hello To Romance b/w: 48 Hour Parole | Marea Britanie: Polydor 2058 880                                 | -                   | -                   | -                   | -                   | -                   | -                   | -                   | -                   | -                   | -                   |
| Marea Britanie: Iulie 1977                          | Amnesty b/w: Crossfire | Marea Britanie: Polydor 2058 906                                 | -                   | -                   | -                   | -                   | -                   | -                   | -                   | -                   | -                   | -                   |
| Marea Britanie: Martie 1979                         | Something To Live For b/w: Song of the Sun                                                                                                   | Marea Britanie: Polydor POSP 35                                  | -                   | -                   | -                   | -                   | -                   | -                   | -                   | -                   | -                   | -                   |
| Marea Britanie: Iunie 1980                          | Soldier's Song b/w: Draggin' My Heels | Marea Britanie: Polydor 2059 246                                 | #58                 | -                   | -                   | -                   | -                   | -                   | -                   | -                   | -                   | -                   |
| Marea Britanie: Septembrie 1980                     | Heartbeat b/w: Take Your Time | Marea Britanie: Polydor POSP 175                                 | -                   | -                   | -                   | -                   | -                   | -                   | -                   | -                   | -                   | -                   |
| Marea Britanie: August 1981                         | Holliedaze b/w: Holliepops | Marea Britanie: EMI 5229                                         | #28                 | -                   | -                   | -                   | -                   | -                   | -                   | -                   | -                   | -                   |
| Marea Britanie: Noiembrie 1981                      | Take My Love And Run b/w: Driver | Marea Britanie: Polydor POSP 379                                 | -                   | -                   | -                   | -                   | -                   | -                   | -                   | -                   | -                   | -                   |
| SUA: Mai 1983 Marea Britanie: Iulie 1983            | Stop In The Name of Love b/w: Musical Pictures                                                                                               | SUA: Atlantic 89819 Marea Britanie: WEA U 9888                   | -                   | #78                 | #31                 | -                   | -                   | -                   | -                   | -                   | -                   | #29                 |
| SUA: Septembrie 1983                                | Casualty b/w: Someone Else's Eyes | SUA: Atlantic 89768                                              | -                   | -                   | -                   | -                   | -                   | -                   | -                   | -                   | -                   | -                   |
| Marea Britanie: Mai 1985                            | Too Many Hearts Get Broken b/w: You're All Woman                                                                                             | Marea Britanie: Columbia DB 9110                                 | -                   | -                   | -                   | -                   | -                   | -                   | -                   | -                   | -                   | -                   |
| Marea Britanie: Ianuarie 1987                       | This Is It b/w: You Gave Me Strength | Marea Britanie: Columbia DB 9146                                 | -                   | -                   | -                   | -                   | -                   | -                   | -                   | -                   | -                   | -                   |
| Marea Britanie: Martie 1987                         | Reunion of the Heart b/w: Too Many Hearts Get Broken                                                                                         | Marea Britanie: Columbia DB 9151                                 | -                   | -                   | -                   | -                   | -                   | -                   | -                   | -                   | -                   | -                   |
| Marea Britanie: Septembrie 1988                     | He Ain't Heavy, He's My Brother (reissue) b/w: Carrie                                                                                        | Marea Britanie: EMI EM74                                         | #1                  | -                   | -                   | -                   | -                   | #2                  | -                   | -                   | -                   | -                   |
| Marea Britanie: Noiembrie 1988                      | The Air That I Breathe (reissue) b/w: We're Through                                                                                          | Marea Britanie: EMI EM80                                         | #60                 | -                   | -                   | -                   | -                   | -                   | -                   | -                   | -                   | -                   |
| Marea Britanie: Ianuarie 1989                       | Find Me A Family b/w: No Rules | Marea Britanie: EMI EM86                                         | #79                 | -                   | -                   | -                   | -                   | -                   | -                   | -                   | -                   | -                   |
| Marea Britanie: Martie 1990                         | Purple Rain b/w: Naomi // Two Shadows | Marea Britanie: SRT 9OLS 2407                                    | -                   | -                   | -                   | -                   | -                   | -                   | -                   | -                   | -                   | -                   |
| Marea Britanie: Martie 1993                         | The Woman I Love b/w: Purple Rain (live) | Marea Britanie: EMI EM264                                        | #42                 | -                   | -                   | -                   | -                   | -                   | -                   | -                   | -                   | -                   |
| Marea Britanie: Septembrie 2005                     | Hope b/w: Shine On Me | Marea Britanie: EMI 340 6232                                     | -                   | -                   | -                   | -                   | -                   | -                   | -                   | -                   | -                   | -                   |

## Albume Marea Britanie cu locul în top
- Stay with the Hollies (#2) -- Parlophone PMC 1220 (Mono) / PCS 3054 (Stereo) -- 1964
- In the Hollies Style -- Parlophone PMC 1235 -- 1964
- Hollies (#8) -- Parlophone PMC 1261 -- 1965
- Would You Believe? (#16) -- Parlophone PMC 7008 (Mono) / PCS 7008 (Stereo) -- 1966
- For Certain Because (#23) -- Parlophone PMC 7011 (Mono) / PCS 7011 (Stereo) -- 1966
- Evolution (#13) -- Parlophone PMC 7022 (Mono) / PCS 7022 (Stereo) -- 1967
- Butterfly -- Parlophone PMC 7039 (Mono) / PCS 7039 (Stereo) -- 1967
- The Hollies' Greatest (1968 compilation album) (#1) -- Parlophone PMC 7057 (Mono) / PCS 7057 (Stereo) -- 1968
- Hollies Sing Dylan (#3) -- Parlphone PMC 7078 (Mono) / PCS 7078 (Stereo) -- 1969
- Hollies Sing Hollies -- Parlophone PCS 7092 -- 1969
- Confessions Of The Mind (#30) -- Parlophone PCS 7116 -- 1970
- Distant Light -- Parlophone PAS 10005 -- 1971
- Romany -- Polydor 2383 144 --1972
- The Hollies' Greatest Vol 2 -- Parlophone:PCS 7148 --1972
- Out On The Road (German only release)-- Hansa 87119IT -- 1973
- Hollies (#38) -- Polydor 2383 262 -- 1974
- Another Night -- Polydor 2442 128 -- 1975
- The History Of The Hollies -- EMI:EMSP 650 -- 1975
- Write On -- Polydor 2442 141 -- 1976
- Russian Roulette -- Polydor 2383 421 -- 1976
- Hollies Live (#4) -- Polydor 2383 428 -- 1977
- A Crazy Steal -- Polydor 2383 474 -- 1978
- The Hollies: 20 Golden Greats (#2) -- EMI ETV 11 -- 1978
- The Best Of The Hollies EP's -- Parlophone: PMC 7174 -- 1978
- The Other Side Of The Hollies -- Parlophone:PMC 7176 -- 1978
- 5317704 -- Polydor 2442 160 (1979)
- Buddy Holly -- Polydor POLTV 12 -- 1980
- What Goes Around -- WEA 250 139-1 -- 1983
- Not The Hits Again -- See For Miles SEE 63 --1986
- All The Hits And More-The Definitive Collection (#51) -- EMI EM 1301 -- 1988
- Rarities -- EMI:EMS 1311 -- 1988
- The Air That I Breathe:The Best Of The Hollies (#15) -- EMI EMTV 74 -- 1993
- The Hollies at Abbey Road 1963-1966 --  EMI ABBEY 103 -- 1997
- The Hollies at Abbey Road 1966-1970 -- EMI 493 45 -- 1998
- The Hollies At Abbey Road 1973-1989 -- EMI  496 4342 -- 1998
- Orchestral Heaven -- EMI UK 526 0912 -- 2000
- Greatest Hits -- EMI UK 582 0122 -- 2003
- The Long Road Home (6 x CD Box Set) -- EMI 02743 584856 -- 2003
- Staying Power -- EMI 355 9832 -- 2006
- The Hollies Finest -- EMI 94639 11272  -- 2007
- Then, Now, Always -- 2009

## Albume SUA cu locul în top
- Here I Go Again -- Imperial LP 9266 (Mono)/LP 12266 (Fake Stereo) -- 1964
- Hear! Here! (#145)  -- Imperial LP 9299 (Mono)/LP 12299 (Fake Stereo) -- 1965
- Beat Group! -- Imperial LP 9312 (Mono)/LP 12312 (Fake Stereo) -- 1964
- Bus Stop (#75) -- Imperial LP 9330 (Mono)/LP 12330 (Stereo) -- 1966
- Stop! Stop! Stop! (#91) -- Imperial LP 9339 (Mono)/LP 12339 (Stereo) -- 1966
- Evolution (#43) -- Epic LN 24315 (Mono)/BN 26315 (Stereo) -- 1967
- Dear Eloise/King Midas In Reverse -- Epic LN 24344 (Mono)/BN 26344 (Stereo) -- 1967
- The Hollies' Greatest Hits (#11) -- Imperial LP 9350 (Mono)/LP 12350 (Stereo and Fake Stereo) -- 1967
- Hollies Sing Dylan|Words and Music by Bob Dylan -- Epic BN 26447 -- 1969
- He Ain't Heavy, He's My Brother (#32) -- Epic BN 26538 -- 1969
- Confessions of the Mind|Moving Finger (#21) -- Epic E 30225 -- 1970
- Distant Light (#21) -- Epic KE 30958 -- 1971
- Romany (#84) -- Epic KE 31992 -- 1972
- The Hollies' Greatest Hits (#157) -- Epic KE 32061 -- 1973
- Hollies (#28) -- Epic KE 32574 -- 1974
- Another Night (#123) -- Epic PE 33387 -- 1975
- Clarke, Hicks, Sylvester, Calvert & Elliott -- Epic PE 34714 -- 1977
- A Crazy Steal -- Epic JE 35334 -- 1978
- What Goes Around (#90) -- Atlantic 80076 -- 1983
- Reunion -- 1983
- Hollies Live -- 1998